# ژانت اوتسن
ژانت اوتسن (به انگلیسی: Jeanette Ottesen) (زادهٔ ۳۰ دسامبر ۱۹۸۷) شناگر اهل دانمارک است.